# Charles Lenepveu
Charles-Ferdinand Lenepveu (Rouen, 4 ottobre 1840 – Parigi, 16 agosto 1910) è stato un compositore e insegnante francese.
Destinato a una carriera come avvocato, sfidò la sua famiglia e seguì la carriera musicale. Studiò al Conservatorio di Parigi e vinse il premio musicale più importante della Francia, il Prix de Rome nel 1867.
Gran parte della carriera di Lenepveu fu come professore al Conservatorio dal 1880. Era conosciuto come un conservatore rigoroso, ostile all'innovazione musicale, così come lo era l'establishment  musicale francese dell'epoca. Ci si aspettava che succedesse a Théodore Dubois come direttore del Conservatorio nel 1905, ma le sue possibilità svanirono quando fu coinvolto nel tentativo di truccare i risultati del Prix de Rome di quell'anno a favore dei propri allievi.

## Biografia

### Primi anni
Lenepveu nacque a Rouen (Senna Marittima), figlio di Charles-François Lenepveu, avvocato di spicco, e di sua moglie Marie-Françoise-Armande, nata Petit. Il giovane Lenepveu ricevette un'educazione tradizionale nella sua città natale, mentre allo stesso tempo gli si insegnò la teoria musicale ed imparò a suonare il violino.
Lenepveu senior era fortemente contrario al desiderio di suo figlio di perseguire una carriera come musicista e lo iscrisse alla Scuola di Legge della Sorbona di Parigi. Lenepveu era uno studente eccezionale e si qualificò per esercitare la professione legale nel dicembre 1862. Durante la sua permanenza alla Sorbona aveva preso lezioni di teoria musicale e armonia con Augustin Savard, professore al Conservatorio di Parigi e di contrappunto e fuga con Charles-Alexis Chauvet, organista nelle chiese di Saint-Merri e di Sainte-Trinité, Parigi.
Nel 1862 Lenepveu vinse il primo premio in un concorso con una cantata, che fu eseguita a Caen. Decise di sfidare suo padre e abbandonare legge a favore della carriera musicale. Nel 1864, su raccomandazione di Chauvet, fu ammesso al Conservatorio di Parigi, dove studiò composizione sotto Ambroise Thomas. L'anno seguente vinse il più prestigioso premio musicale francese, il Grand Prix de Rome, con la sua cantata Renaud nei Giardini di Armida su parole di Camille du Locle. Il premio portò con sé un periodo di studio di due anni presso l'Académie de France à Rome, con sede a Villa Medici. Mentre si trovava lì, prese parte con successo a un concorso per composizione drammatica con la sua opera comica in tre atti Le florentin, su libretto di Henri de Saint-Georges. Dopo molti ritardi e le pressioni del compositore il pezzo fu messo in scena all'Opéra-Comique di Parigi nel febbraio 1874. Qui ebbe un discreto successo e ottenne un maggiore successo nelle province. Prima della ritardata anteprima di Le florentin, fu eseguita la Messa di Requiem di Lenepveu a Notre-Dame de Bordeaux nel 1871, ottenne l'approvazione della critica e fu data a Parigi l'anno successivo.

### Professore
A Parigi Lenepveu insegnò ad allievi privati e, nel 1880, fu nominato alla facoltà del Conservatorio. Quando Ambroise Thomas morì nel 1896, Lenepveu fu scelto per succedergli come membro dell'Académie des Beaux-Arts, battendo il suo candidato rivale, Gabriel Fauré, con diciannove voti contro quattro. Fauré era ritenuto dai membri conservatori dell'Académie troppo innovativo; il forte tradizionalismo di Lenepveu era più di loro gusto. Insieme alle lezioni al Conservatorio Lenepveu rimase attivo come compositore. Due opere in un atto furono completate ma non messe in scena. Per volere della sua dedicataria, Adelina Patti, la sua opera in quattro atti Velléda fu presentata alla Royal Opera House di Londra nel 1883. Il Times trovò le melodie del compositore non originali e anonime, ma lodò la sua abile orchestrazione.
Nel 1905 Lenepveu fu al centro di quello che divenne noto come "l'affaire Ravel". Maurice Ravel, che era ampiamente riconosciuto come un compositore di eccezionale talento e molto promettente, fu eliminato dal Prix de Rome di quell'anno. Quando emerse che Lenepveu, che era nella giuria, era riuscito a escludere dalla finale tutti tranne i suoi stessi allievi, ci fu una protesta pubblica. Fu denunciato dal più importante critico Pierre Lalo come "un povero musicista, autore di alcune composizioni senza valore; senza idee o arte; ma è un membro dell'Institut"". Théodore Dubois, il direttore del Conservatorio, aveva già annunciato il suo imminente ritiro e lo mise in atto a seguito dello scandalo. Lenepveu, in quanto membro dello stabilimento musicale francese, si aspettava di succedergli ma, nel cercare riforme drastiche, il governo francese nominò Fauré facendo fuori Lenepveu.
Lenepveu morì nella sua casa di Parigi all'età di 69 anni. Fu sepolto nella sua nativa Rouen.